# Daniele (angelo)
Daniele (o Danyal o Dân'êl, in aramaico רניאל, in greco Δανειαλ) è un angelo citato nel Libro di Enoch; viene menzionato per settimo tra i venti grigori che giurarono assieme a Shemhazah e che guidarono i 200 angeli caduti ad accoppiarsi con donne umane generando i Nephilim. Per la loro trasgressione, tutti questi angeli vennero puniti da Dio, incatenati nell'oscurità per settanta generazioni per poi essere gettati nell'abisso nel Giorno del Giudizio.
Secondo alcuni studiosi, nei miti precedenti (di cui esistono ancora tracce, ad esempio nel Libro dei Giubilei e nelle Cronache di Jerahmeel) tali angeli erano stati inviati da Dio stesso per educare l'umanità. Anche nella letteratura sumera le arti erano state insegnate agli uomini da sette esseri sovrumani, inviati dal dio Enki, gli apkallu. La ribellione degli angeli si concretizzò nell'insegnare anche le arti della guerra, della seduzione e dell'astrologia. In questo contesto le funzioni di Daniele possono essere ipotizzate dalla radice del suo nome (da din, "legge"). Egli, quindi, avrebbe dovuto insegnare l'amministrazione della giustizia. Dato che il dio mesopotamico della giustizia era Šamaš, il dio-Sole, è logico che dopo la sua ribellione Daniele insegni agli uomini i "segni del Sole", cioè l'interpretazione astrologica delle eclissi.
L'angelo Daniele del libro di Enoch ha diversi aspetti in comune col saggio Daniele dei testi di Ras Shamra, scritti oltre un millennio prima. Nei testi ugaritici Dan'el è un re della razza dei Refa'im, un leggendario popolo precananeo di uomini immortali, quasi semidei, citato ripetutamente nella Bibbia. Egli siede alle porte della città intercedendo per le vedove e giudicando gli orfani.